# Camptoceras hirasei
Camptoceras hirasei е вид коремоного от семейство Planorbidae.

## Разпространение
Видът е разпространен в Япония.